# Dunsforths
Dunsforths est une paroisse civile du Yorkshire du Nord, en Angleterre.